# Bert Karlsson
Bert Willis Karlsson, född 21 juni 1945 i Tidan i Vads församling, Skaraborgs län, är en svensk entreprenör, skivbolagsdirektör, förläggare, programledare och före detta politiker.
Han var medgrundare till Ny demokrati och riksdagsledamot 1991–1994, men har därefter inte varit politiskt aktiv förutom 2018 då han valarbetade med Kristdemokraterna.
Han äger och driver 13 bolag, bland annat Jokarjo AB och Budgetgrossisten AB i Skara.

## Bakgrund och familj
Bert Karlsson tillbringade sina första levnadsår i skolhuset i Lunne i Tidan, där familjen bodde i en etta. När Karlsson var i nioårsåldern flyttade familjen till Elverkets tjänstebostad i samhället, som var en trea vid ån Tidan, där fadern Gunnar Karlsson (1918–2001) var lagerchef och elektriker. Modern Agnes Karlsson (1919–1999) var sömmerska i hemmet och arbetade senare på Pressbyrån på orten.
Bert Karlsson gifte sig 1967 med Britt-Marie Karlsson (född 1946) och bosatte sig i slutet av 1960-talet i Skara. De fick en son, Joakim (född 1967), och en dotter, Johanna (född 1977), som båda tillsammans med fadern är engagerade i Jokarjo.

## Entreprenörskap
Karlsson började redan i tidiga tonåren med affärer. Bland annat tillverkade han produkter i sina föräldrars källare, bland annat lampskärmar, som han sedan sålde. Vid 25 års ålder hade han ett 20-tal anställda då han drev livsmedelsaffär i centrala Skara. Efter att bland annat ha drivit flera bingohallar kunde han sedermera starta skivbolaget Mariann som sedan var moderbolag för distribution, förlag och fastighetsverksamhet. Efter några enstaka försök att komma in på Svensktoppen kom genombrottet med "Hallå du gamle Indian" med Jigs samt "Aj, aj, aj" med Schytts. Det mest framgångsrika bandet försäljningsmässigt, utan konkurrens, var Vikingarna.
Dessa intäkter lade grunden för att 1984 öppna Skara Sommarland, ett nöjesfält byggt i ett före detta grustag bredvid Axevalla Travbana. Vid denna tid öppnade en rad olika parker, med förebild från främst Danmark, och Skara Sommarland blev den dominerande. Bert Karlsson tvingades av ekonomiska skäl lämna Sommarland 1993. Under tiden hade ett nytt köpcentrum byggts, vid Sommarlands entré, kallat Köpstaden. Under 2005, byggdes en ny inomhuspark i Köpstaden som döptes till Fame World, men råkade direkt i ekonomiska problem och gick i konkurs.
Vid tiden för starten av Skara Sommarland splittrades Marianne Grammofons organisation av inre konflikter och hans tidigare medarbetare som exempelvis Torgny Söderberg, Lasse Holm med flera gick sin egen väg, och även artister som exempelvis Lena Philipsson. Bert sålde den dåvarande distributionen, till sina tidigare medarbetare, vilken än idag finns kvar i Skara, ägd av Bonnier-Amigo.
Karlsson har fört fram många av Sveriges mest kända artister under 1970-, 1980- och 1990-talen och 2000-talets första decennium på sitt skivbolag Mariann Grammofon AB, bland andra Vikingarna, Carola, Kikki Danielsson, Lotta Engberg, Herreys, Eddie Meduza, Friends, Lena Philipsson och Linda Bengtzing men också det kontroversiella vikingarockbandet Ultima Thule har distribuerats. Det sistnämnda engagemanget ledde till att Bert Karlsson blev utesluten ur TV-laget, något han själv har kallat för "sitt livs värsta ögonblick".
År 1987 fick Karlsson ta emot utmärkelsen Årets marknadsförare i Skaraborg, för nytänkande och kreativitet inom marknadsföring.
År 1987 sjöng Karlsson in låten Hoppa Hulle, en cover på ett israeliskt schlagerbidrag översatt till svenska, som släpptes på singel och låg högt på försäljningslistorna. 
I samband med 60-årsdagen 2005 gav Bert Karlsson ut skivan ännu en gång med nya versioner av låten.
Under 1990-talet blev hans skivbolag återigen aktivare och starkare med en nystartad distribution från huvudkontoret som nu flyttats tillbaks till Skara från Sommarland, och bolaget fick återigen stora framgångar med artister som till exempel Barbados, men också via nya distributionsvägar, bland annat via försäljning på landets postkontor och en betydande del av så kallade compilation (samlingsalbum av olika artister). 
År 2000 tilldelades Karlsson återigen utmärkelsen Årets marknadsförare av Marknadsföreningen i Skaraborg.
År 2003 utsågs Karlsson till Årets företagare i Skara, främst för sitt tv-program Fame Factory.
År 2006 sålde han skivbolaget Mariann Grammofon till Warner Music.
Våren 2007 startade Karlsson bokförlaget Heja Sverige. Bland böckerna förlaget hittills gett ut finns hans egen självbiografi, från början utgiven på Sportförlaget, samt en självbiografi av Åsa Waldau. Han har också gett ut en bok om mat och hälsa tillsammans med Anna Skipper samt en svampbok tillsammans med Jan Nilsson.
Hösten 2007 började Karlsson sälja virtuella lägenheter på nätcommunityn icyou.se. Samma år gick han också in som storägare i pokerbolaget Bet4everyone.
Karlsson uppger att han har investerat 20 miljoner kronor i Club Marianne, en framtida kafé- och restaurangbyggnad med schlagertema i Skara.
Våren 2009 blev Karlsson språkrör och general för matkompassen, ett rikstäckande nätverk med målet att pressa matpriserna och avslöja fusk bland mathandlarna. Samma år inledde han också ett samarbete med Dafgårds. Bland annat har han tagit fram en pannkaka tillsammans med livsmedelsföretaget.
Under 2009 etablerade sig Karlsson som affärsman i Grebbestad, där han bland annat anlade en ny strand och byggde ett kallbadhus samt en fabriksbutik. Karlsson har även skrivit en bok om sina favoritplatser i Sverige.
Karlsson är delaktig i skidortsprojektet Örndalen i Vemdalsfjällen, som varit aktuellt sedan 2008 och är för närvarande sedan våren 2012 under pågående bygglovsförhandlingar.
Under senare år har Karlsson börjat driva asylboenden. Så sent som i juli 2014 ägde han nio asylboenden och i augusti samma år sade han sig vilja bli "ett IKEA inom asylboenden" 
Han driver sedan 2018 en samhällskritisk videoblogg "Berts Värld" på YouTube där han tar upp olika politiska ämnen. 

## Politisk karriär
Bert Karlsson var med och startade det politiska partiet Ny demokrati 1991, tillsammans med Ian Wachtmeister. Karlsson satt i riksdagen för partiet åren 1991–1994. År 1994 lämnade han partiet och bildade ett nytt lokalt parti i Skara som hette Skara Framtid, vilket dock upplöstes efter några år. Enligt Karlsson kostade hans politiska karriär honom 200 miljoner kronor i uteblivna inkomster.
År 2006 gav Karlsson råd till socialdemokratiska riksdagsledamöter om mediahantering och hur det är att sitta i riksdagen.
År 2018 följde Karlsson med på Kristdemokraternas valturné inför riksdagsvalet 2018. I början av 2018 startade han även Youtubekanalen ”Berts Värld” där han diskuterar olika politiska frågor.

## TV-karriär

### 1980-talet
År 1987 var Karlsson programledare för debattprogrammet Oförutsett i SVT tillsammans med Jörn Donner och Kristina Lugn. Programmet blev mycket omskrivet men lades ned efter sju avsnitt.[källa behövs]

### 1990-talet
På 1990-talet skissade Bert Karlsson och författaren Olov Svedelid på en talangsåpa vid namn "Schlagerfabriken", men inget tv-bolag nappade. År 1999 lyckades han emellertid förverkliga idén i en omarbetad version när tv-programmet Friends på turné fick premiär i TV4. Det var Sveriges första talangsåpa i tv och en tittarframgång där Karlsson själv spelade en framträdande roll.

### 2000-talet

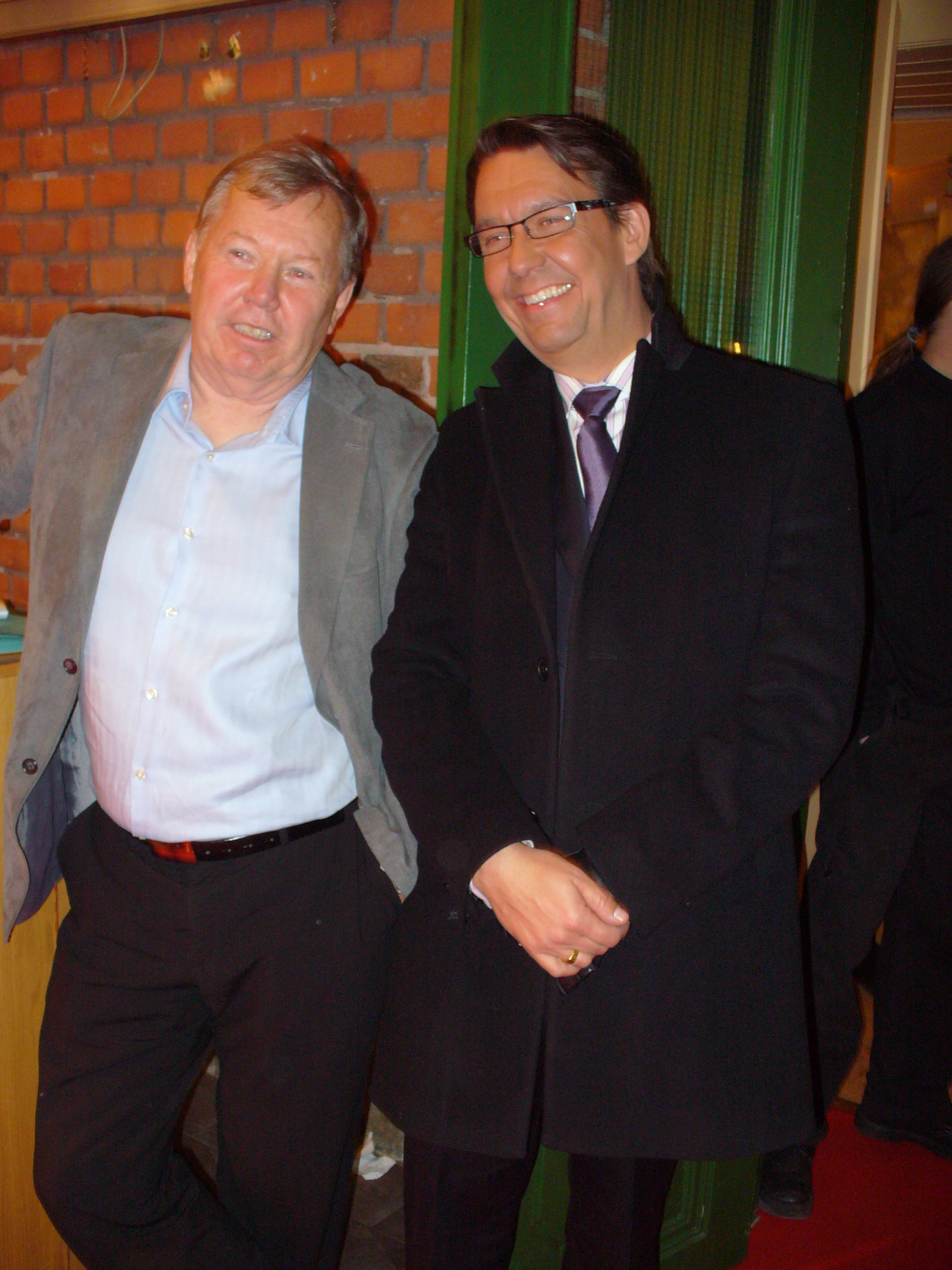
Bert Karlsson och Hasse Aro på Aftonbladets TV-pris 2007.

År 2002 medverkade Karlsson i programmet Slussen och blev intervjuad av Peter Magnusson som, utan Karlssons vetskap, på skämt låtit sminka honom helt röd i ansiktet. Karlsson fick senare reda på detta och attackerade då kamerateamet, och anklagades för ha försökt slå sönder kameran.
År 2002 lanserade TV3 tv-programmet Fame Factory med Karlsson i ledande roll, en talangsåpa som producerades av Strix Television och sändes i fyra säsonger innan det lades ned 2006. Fame Factory fostrade bland annat artistduon Fame som vann Melodifestivalen 2003.
År 2006 deltog Karlsson som ishockeyspelare i ZTV:s program HCZ. Samma år deltog han också som expertkommentator i SVT när tv-programmet Folktoppen utsåg Sveriges bästa kvinnliga artist.
Under hösten 2006 ledde Karlsson den egna talkshowen Bert. Den sändes i TV8 och innehöll gästpaneler, med mera. Han har även medverkat i tv-showen Du är vad du äter, där han gick ner en del i vikt. Han har också medverkat i Ett herrans liv, där programledarna Filip Hammar och Fredrik Wikingsson försökte skapa en bild över hans liv. Bert medverkade också i tv-programmet Roomservice där man gjorde om hans kök.
Under vårarna 2007–2011 var Karlsson en av jurymedlemmarna i tv-programmet Talang, vilket gör honom till den som varit med i juryn flest säsonger.
År 2008 deltog Karlsson i programmet Berg flyttar in, där Carina Berg intervjuade honom i hans villa i Skara. Samma år var han också fast medarbetare i TV4:s program Matakuten, där han granskade den svenska skolmaten och uppvaktade makthavare för att försöka förändra landets skolmatspolitik. Programmet blev en stor tittarframgång för kanalen.
Hösten 2008 inledde Karlsson, tillsammans med Peter Settman, ett musikalprojekt med Mamma Mia! som förebild. Målet var att skildra Bert Karlssons eget liv på en scen och att välja ut deltagare med hjälp av en talangsåpa i tv.
Våren 2009 medverkade Karlsson i Kanal 5:s realityprogram Charterhjältar då han reste till Gran Canaria för se hotellshower och leta efter nya artisttalanger.
Den 16 maj 2009 var Karlsson gäst i SVT:s TV-program Babben & Co.
Karlsson och Peter Settman låg bakom TV4:s stora sommarsatsning 2009, Lotta på Liseberg.
Den 28 september inledde Karlsson en ny säsong som programledare för Matakuten i TV4.
Den 5 oktober 2009 gästade Karlsson programmet Roast på Berns där han grillades av komikerna Petra Mede, André Wickström, Magnus Betnér, David Batra, Hasse Brontén och Peter Wahlbeck.
År 2013 deltog han i programmet Smartare än en femteklassare, varifrån hans vinstpengar var avsedda att gå till en Rädda Barnen-verksamhet i Skara.
År 2014 var han tomte i Bingolottos uppesittarkväll.

## Filmmedverkan
Bert Karlsson har medverkat i flera filmer. Bland annat hade han en liten roll i Gröna gubbar från Y.R. (1986), svenskdubbade Bilar (2006) och medverkade i dokumentärfilmerna Lasermannen – Dokumentären (2005) och TPB AFK: The Pirate Bay Away From Keyboard (2012).